# Кендзе
Кендзе (пол. Kędzie) — село в Польщі, у гміні Жміґруд Тшебницького повіту Нижньосілезького воєводства.
Населення — 157 осіб (2011).
У 1975-1998 роках село належало до Вроцлавського воєводства.

## Демографія
Демографічна структура станом на 31 березня 2011 року:
|          | Загалом | Допрацездатний вік | Працездатний вік | Постпрацездатний вік |
| -------- | ------- | ------------------ | ---------------- | -------------------- |
| Чоловіки | 79      | 21                 | 53               | 5                    |
| Жінки    | 78      | 12                 | 45               | 21                   |
| Разом    | 157     | 33                 | 98               | 26                   |